# Eukiefferiella ginzanopea
Eukiefferiella ginzanopea är en tvåvingeart som beskrevs av Sasa och Suzuki 2001. Eukiefferiella ginzanopea ingår i släktet Eukiefferiella och familjen fjädermyggor. Inga underarter finns listade i Catalogue of Life.